# Cúllar
Cúllar est une commune de la communauté autonome d'Andalousie, dans la province de Grenade, en Espagne.

## Géographie

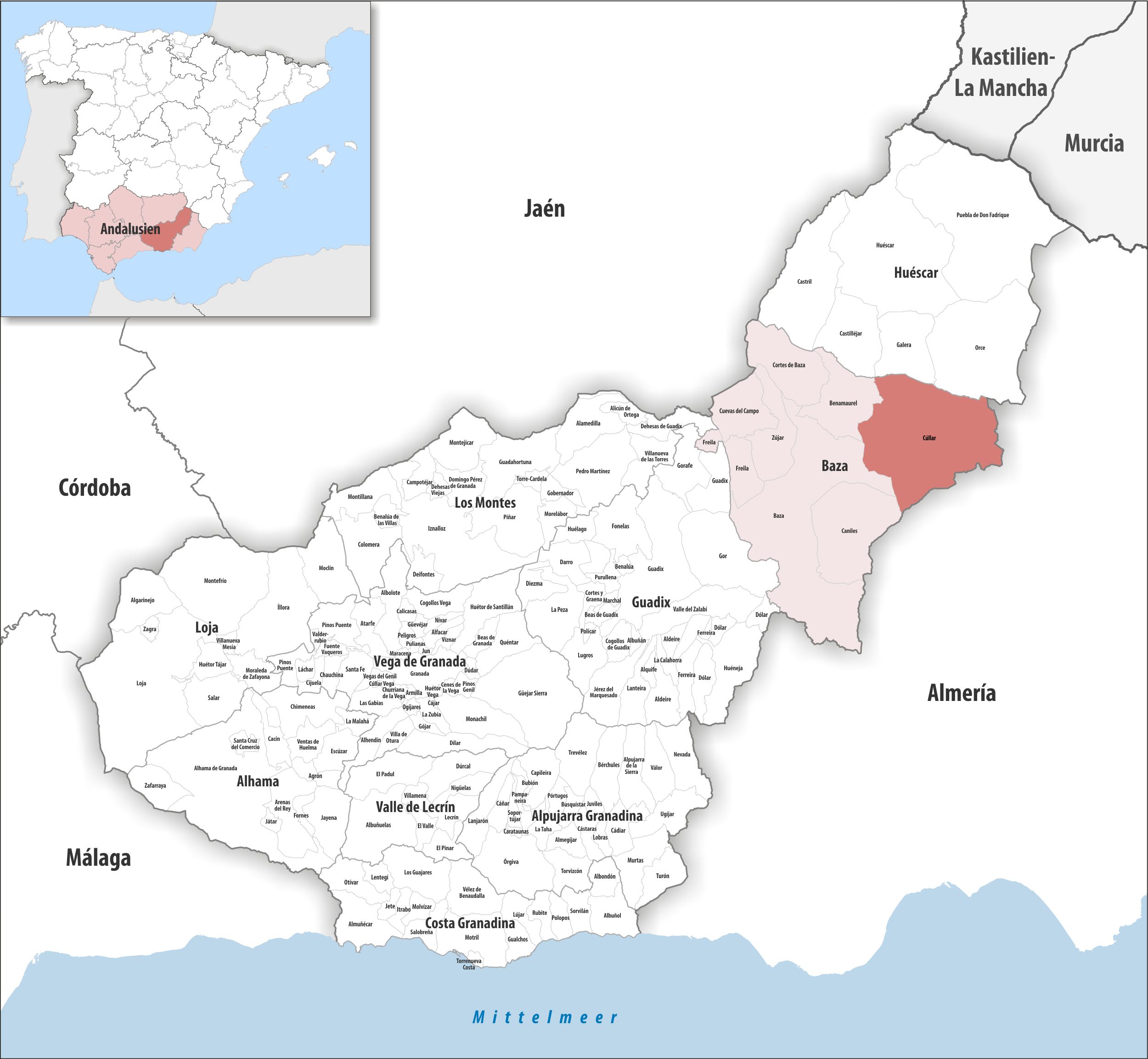
Cúllar dans la comarque de Baza, province de Grenade / en Andalousie

### Localisation
La commune de Cúllar se trouve dans le sud de l'Espagne, en limite est de la province de Grenade et également en limite est de la comarque de Baza.
Grenade est à 118 km sud-ouest ;
Garrucha (le plus proche accès à la mer) à 108 km sud-est – mais Águilas (en Murcie), un port un peu plus important, n'est qu'à 111 km à l'est ;
Madrid est à 502 km nord ;
Gibraltar à 373 km sud-ouest (distances par route).

### Communes voisines
Cúllar jouxte Castilléjar au nord-ouest seulement par un quadripoint.

## Histoire
Site archéologique d'El Malagón (es).

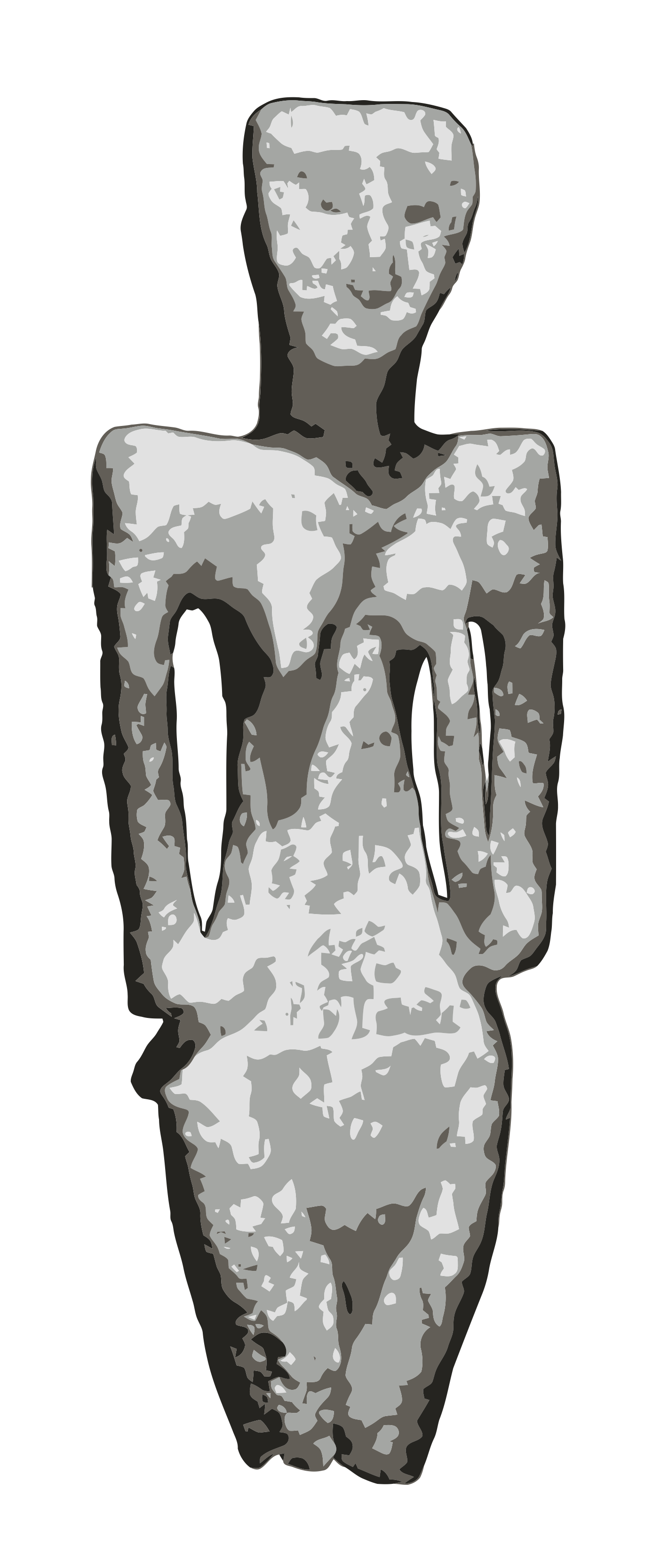
Statuette d'El Malagón
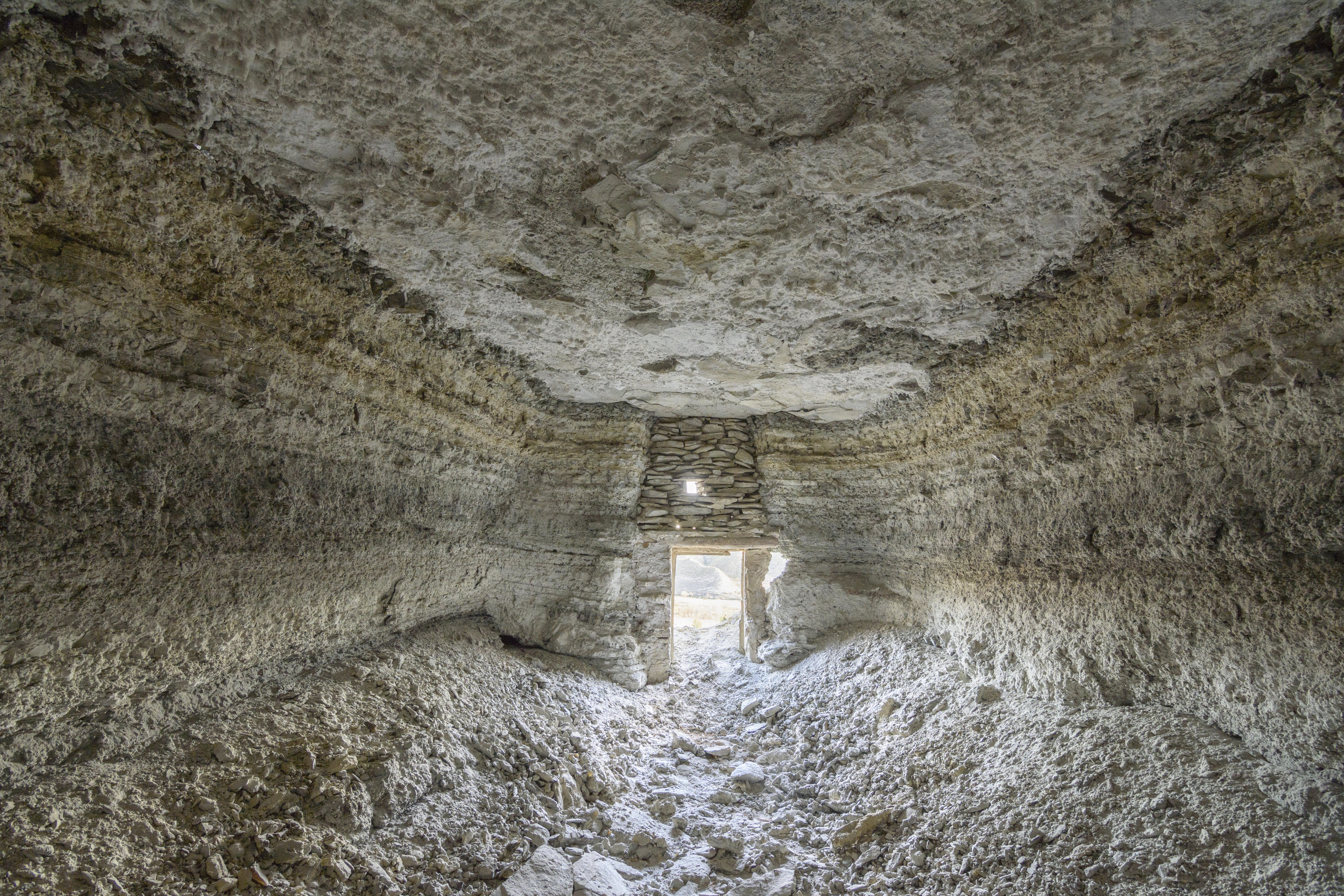
Carrière d'extraction de gypse

## Administration
| Période                                  | Période | Identité | Étiquette | Qualité |
| ---------------------------------------- | ------- | -------- | --------- | ------- |
| N/A                                      | N/A     | N/A      | N/A       | Maire   |
| Les données manquantes sont à compléter. |         |          |           |         |